# Виновен по подозрение
„Виновен по подозрение“ (на английски: Guilty by Suspicion) е американска драма от 1991 г. за черния списък на Холивуд – Маккартизъмът, и дейностите на Комитета за неамерикански дейности на Камарата на представителите. Режисиран от Ъруин Уинклър, във филма участват Робърт Де Ниро, Анет Бенинг и Джордж Уенд. Характерът на Дейвид Мерил е вдъхновен от преживяванията на Джон Бери по време на ерата за черния списък на Холивуд.
Филмът е открит в Международния фестивал на Кан през 1991 г.